# Maud Oudeman
Maud Oudeman, née le 29 septembre 2003 à Nimègue, est une coureuse cycliste néerlandaise. Révélée grâce au cyclisme esport, elle est depuis spécialisée dans le cyclisme sur route.

## Biographie
En 2021, Maud Oudeman, alors junior, s'illustre en prenant la 4e place des championnats des Pays-Bas contre-la-montre junior. Mais surtout elle remporte la Zwift Academy, une compétition de cyclisme esport organisé par la société d'entrainement physique en ligne Zwift. Cette performance lui permet de signer un contrat professionnel auprès de la formation Canyon//SRAM Racing pour la saison 2022,.
Pour la saison 2023, elle rejoint l'équipe Visma-Lease a bike. Au début de la saison 2024, elle s'illustre lors de la 3e étape du Tour Down Under en terminant 8e, ce qui lui permet de finir avec la 12e place au classement général.

## Palmarès sur route
- 2024
  - 10e du Tour de Burgos

### Résultats sur les grands tours

#### Tour d'Italie
3 participations : 
- 2023 : 93e
- 2024 : non partante (7e étape)
- 2025 : 44e

#### Tour d'Espagne
2 participations : 
- 2024 : 48e
- 2025 : 35e

### Classements mondiaux
| Année                                 | 2022 | 2023  | 2024 |
| ------------------------------------- | ---- | ----- | ---- |
| Classement UCI                        | 625e | 1121e | 214e |
| UCI World Tour                        | 169e | nc    | 99e  |
|                                       |      |       |      |
| Légende : nc = non classéSource : UCI |      |       |      |

## Palmarès en esport
- 2022
  - Zwift Academy